# 長身纖柱魚
長身纖柱魚（学名：Stemonosudis elongata）為輻鰭魚綱仙女魚目帆蜥魚亞目魣蜥魚科的一種，分布於印度太平洋，從東非至菲律賓、斐濟及馬克薩斯群島海域，深度約18-330公尺，體長可達11.7公分，棲息在表中層水域，生活習性不明。
其种加词“elongata”意为“长的”。